# آثار القرون الوسطى في كوسوفو
آثار كوسوفو العائدة للعصور الوسطى هي موقع تراث عالمي تتكون من أربع كنائس صربية أرثوذكسية وأديرة صربية تمثل انصهار العمارة البيزنطية الأرثوذكسية الشرقية والعمارة الرومانسكية الغربية لتشكّل نمطاً خاصاً في عصر النهضة. توجد هذه المواقع في جمهورية كوسوفو والتي تعتبرها صربيا إقليماً تابعاً لها يقع في الجنوب، على الرغم من إعلان استقلال كوسوفو 2008 المعلن من جانب واحد.
عام 2004، اعترفت اليونسكو بدير ديتشاني لقيمته العالمية الاستثنائية. بعد عامين توسع موقع التراث ليشمل ثلاث معالم دينية أخرى.
عام 2006، أدرج الموقع في قائمة مواقع التراث العالمي المعرضة للخطر بسبب صعوبات إدارتها والمحافظة عليها الناجمة عن عدم الاستقرار السياسي في المنطقة.

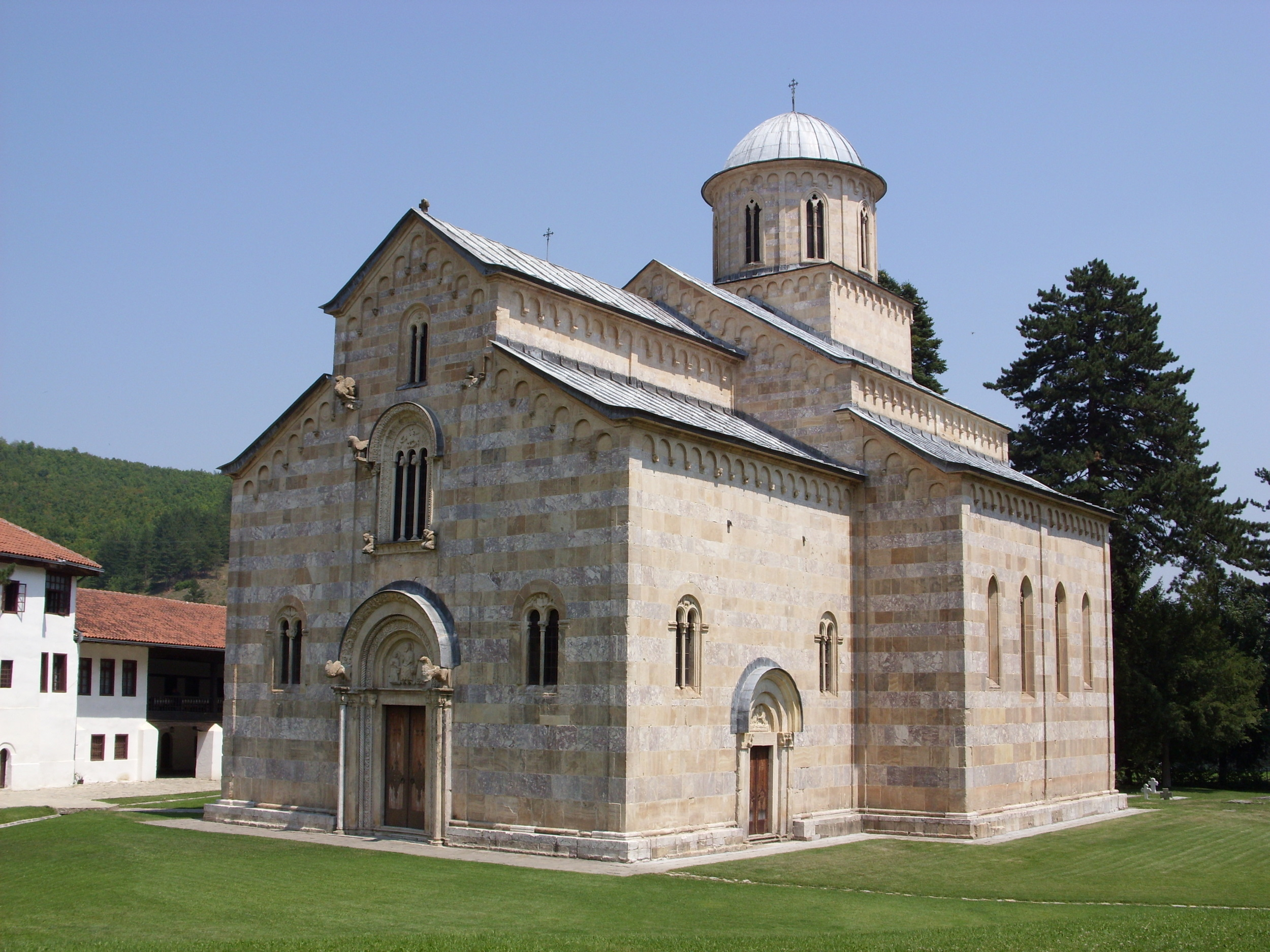
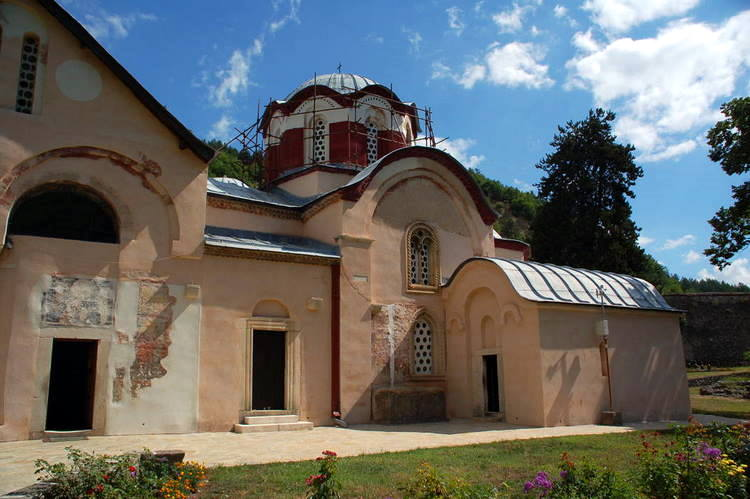
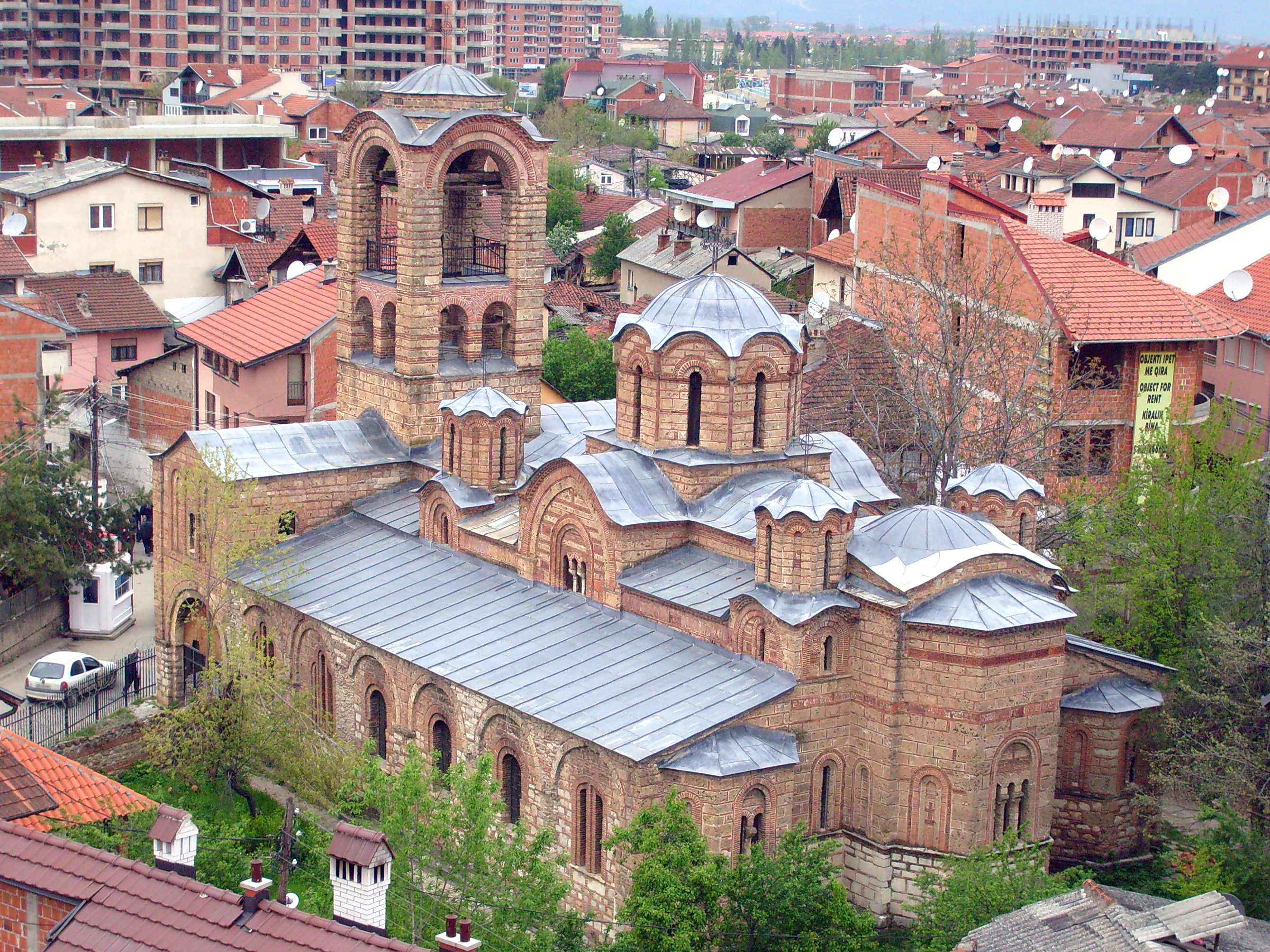

## وصلات خارجية
- Medieval Monuments in Kosovo at the official UNESCO site
- Mediaeval monuments in Kosovo, National Tourism Organisation of Serbia
- Medieval Monuments in Kosovo, 'Learn the World'